# Myrmicinae
Myrmicinae là một phân họ kiến với khoảng 140 chi. Chúng làm tổ cố định trong đất, gỗ hoặc dưới đá hay trên cây.

## Phân loại
Phân họ được chia thành các tông:
- Agroecomyrmecini
- Attini
- Basicerotini
- Blepharidattini
- Cataulacini
- Cephalotini
- Crematogastrini
- Dacetonini
- Formicoxenini
- Melissotarsini
- Meranoplini
- Metaponini
- Myrmecinini
- Myrmicariini
- Myrmicini
- Ochetomyrmecini
- Phalacromyrmecini
- Pheidolini
- Pheidologetonini
- Solenopsidini
- Stegomyrmecini
- Stenammini
- Tetramoriini

Thêm vào đó, một vài chi đang sống hoặc hóa thạch không được xếp vào tông. Vị trí phân loại của chúng được xếp vào hoặc là incertae sedis hoặc dạng hóa thạch đặc biệt: hai nhánh là:
- Archimyrmex Cockerell, 1923
- Attopsis Heer, 1850
- Cephalomyrmex Carpenter, 1930
- Electromyrmex Wheeler, 1910
- Eocenidris Wilson, 1985
- Eoformica Cockerell, 1921
- Eomyrmex Hong, 1974
- Lenomyrmex Fernandez & Palacio G., 1999
- Promyrmicium Baroni Urbani, 1971
- Tyrannomyrmex Fernández, 2003